# Rayo Vallecano
Rayo Vallecano de Madrid, S.A.D. (phát âm tiếng Tây Ban Nha: [ˈraʝo βaʎeˈkano ðe maˈðɾið]), thường viết tắt là Rayo (tiếng Tây Ban Nha có nghĩa là "sấm sét"), là một câu lạc bộ bóng đá Tây Ban Nha có trụ sở tại Madrid, trong khu phố của quận Vallecas. Câu lạc bộ được thành lập vào ngày 29 tháng 5 năm 1924, và hiện đang chơi ở La Liga, với sân nhà là sân bóng đá Vallecas có sức chứa 14.708 chỗ ngồi.

## Lịch sử

### Sự ra đời
Câu lạc bộ bóng đá Rayo Vallecano được thành lập vào năm 1924 tại thành phố Madrid, Tây Ban Nha. Người sáng lập ra Rayo là ông - cựu chủ tịch Julián Huerta. Ông Raúl Martín Presa đã mua lại câu lạc bộ bóng đá này vào năm 2011- bởi Teresa Rivero

### Sân vận động
Campo de Vallecás là một sân vận động bóng đá nằm ở Calle Payaso Fofó. Mở cửa ngày 10 tháng 5 năm 1976, ban đầu tên sân được gọi là "New Stadium Vallecas", nhưng vào tháng 1 năm 2004 sân vân động "New Stadium Vellecas" được đổi tên thành Campo de Vallecás.
Sức chứa của sân vận động này là 15.500 người và kích thước 102x64m
Tháng 6 năm 2009, Rayo lên kế hoạch xây dựng một sân vận động mới!

### Mùa giải 2010-11
Mùa bóng 2010-11, Rayo xếp vị trí thứ 2 vã được thăng hạng lên giải đấu danh giá nhất Tây Ban Nha là La Liga sau 8 năm phải chơi tại Segunda División. Họ đã có tổng cộng 14 - 34 - 5 và 11 mùa giải chơi ở La Liga - Liga Adelante -  Segunda División B - Tercera División.

### Mùa giải 2011-12
Sau khi thăng hạng, mùa bóng 2011-2012 La Liga Rayo xếp ở vị trí thứ 15 trên bảng xếp hạng La Liga mùa giải 2011-2012.

### Mùa giải 2015-16
Rayo xếp ở vị trí thứ 18 trên bảng xếp hạng và phải xuống chơi tại Segunda División sau 5 mùa giải thi đấu tại La Liga.

### Mùa giải 2016-17
Rayo xếp ở vị trí thứ 12 trên bảng xếp hạng Segunda División.

### Mùa giải 2017-18
Rayo giành chức vô địch Segunda División với 76 điểm sau 42 vòng đấu và có suất thăng hạng trực tiếp lên chơi tại La Liga 2018-19.

### Mùa giải 2018-19
Sau khi thăng hạng, Rayo thi đấu không tốt và cán đích ở vị trí cuối cùng (thứ 20) và tiếp tục phải chơi ở Segunda División.

### Mùa giải 2019-20
Rayo xếp ở vị trí thứ 7 trên bảng xếp hạng Segunda División.

### Mùa giải 2020-21
Rayo tăng một bậc so với mùa giải trước đó, đứng ở vị trí thứ 6 trên bảng xếp hạng Segunda División. Họ vượt qua CD Leganes ở bán kết playoff tranh vé thăng hạng La Liga 2021-22 với tổng tỉ số 5-1 sau 2 lượt trận để tiến vào chung kết gặp Girona FC. Họ để thua 1-2 ở trận đấu lượt đi. Tại trận lượt về, mặc dù phải chơi thiếu người với tấm thẻ đỏ của Emiliano Velazquez trong hiệp 2 sau khi có 2 bàn thắng dẫn trước ở hiệp 1, Rayo vẫn bảo toàn được thắng lợi 2-0 trước Girona FC để giành tấm vé cuối cùng lên chơi tại La Liga 2021-22.

## Cầu thủ

### Đội hình hiện tại
Tính đến ngày 2/9/2024.
Ghi chú: Quốc kỳ chỉ đội tuyển quốc gia được xác định rõ trong điều lệ tư cách FIFA. Các cầu thủ có thể giữ hơn một quốc tịch ngoài FIFA.
| Số | VT | Quốc gia    | Cầu thủ                               |
| -- | -- | ----------- | ------------------------------------- |
| 1  | TM | Tây Ban Nha | Dani Cárdenas                         |
| 2  | HV | România     | Andrei Rațiu                          |
| 3  | HV | Tây Ban Nha | Pep Chavarría                         |
| 4  | TV | Tây Ban Nha | Pedro Díaz                            |
| 5  | HV | Tây Ban Nha | Aridane Hernández                     |
| 6  | TV | Sénégal     | Pathé Ciss                            |
| 7  | TV | Tây Ban Nha | Isi Palazón (đội phó thứ 3)           |
| 8  | TV | Argentina   | Óscar Trejo (đội phó thứ 2)           |
| 9  | TĐ | Tây Ban Nha | Raúl de Tomás                         |
| 10 | TV | Colombia    | James Rodríguez                       |
| 11 | TĐ | Angola      | Randy Nteka                           |
| 13 | TM | Argentina   | Augusto Batalla (mượn từ River Plate) |
| 14 | TĐ | Tây Ban Nha | Sergio Camello                        |

| Số | VT | Quốc gia    | Cầu thủ                         |
| -- | -- | ----------- | ------------------------------- |
| 15 | TV | Tây Ban Nha | Gerard Gumbau (mượn từ Granada) |
| 16 | HV | Ghana       | Abdul Mumin                     |
| 17 | TV | Tây Ban Nha | Unai López                      |
| 18 | TV | Tây Ban Nha | Álvaro García                   |
| 19 | TĐ | Tây Ban Nha | Jorge de Frutos                 |
| 20 | HV | Albania     | Iván Balliu                     |
| 21 | TĐ | Tây Ban Nha | Adri Embarba (mượn từ Almería)  |
| 22 | HV | Uruguay     | Alfonso Espino                  |
| 23 | TV | Tây Ban Nha | Óscar Valentín (đội trưởng)     |
| 24 | HV | Pháp        | Florian Lejeune                 |
| 27 | HV | Tây Ban Nha | Pelayo Fernández                |
| 29 | TV | Tây Ban Nha | Diego Méndez                    |
| —  | TV | Tây Ban Nha | Joni Montiel                    |

### Đội dự bị
Ghi chú: Quốc kỳ chỉ đội tuyển quốc gia được xác định rõ trong điều lệ tư cách FIFA. Các cầu thủ có thể giữ hơn một quốc tịch ngoài FIFA.
| Số | VT | Quốc gia    | Cầu thủ           |
| -- | -- | ----------- | ----------------- |
| 26 | HV | Tây Ban Nha | Marco de las Sías |
| 28 | TĐ | Cameroon    | Etienne Eto'o     |

### Cho mượn
Ghi chú: Quốc kỳ chỉ đội tuyển quốc gia được xác định rõ trong điều lệ tư cách FIFA. Các cầu thủ có thể giữ hơn một quốc tịch ngoài FIFA.
| Số | VT | Quốc gia    | Cầu thủ                                 |
| -- | -- | ----------- | --------------------------------------- |
| —  | TM | Tây Ban Nha | Miguel Morro (tại Vizela đến 30/6/2025) |

### Nhân viên kỹ thuật hiện tại
| Chức vụ                         | Tên                              |
| ------------------------------- | -------------------------------- |
| HLV trưởng                      | Iñigo Pérez                      |
| Trợ lý HLV                      | Adrián López                     |
| HLV thể hình                    | Óscar García                     |
| Trang phục                      | José Vargas Kiko Jiménez         |
| Đại diện                        | Miguel Ortiz                     |
| HLV thủ môn                     | Pedro Moncayo                    |
| Nhà phân tích                   | Óscar Díaz                       |
| HLV thể hình phục hồi chức năng | Sergio Vázquez                   |
| Chuyên gia vật lý trị liệu      | Marcos Marín Miguel Ángel Martín |
| Bác sĩ                          | Carlos Beceiro Giovanni Mazzocca |

Cập nhật lần cuối: tháng 9/2022
Nguồn: Rayo Vallecano

## Những cựu cầu thủ
- Toni Polster
- Elvir Bolić
- Jorge Valdivia
- Hernán Medford
- Laurie Cunningham
- Hugo Sánchez
- Viktor Onopko
- Mohamed Diamé
- Josip Višnjić
- Antonio Amaya
- Iván Amaya
- Javier Camuñas
- Míchel
- Álvaro Negredo
- Kasey Keller
- Fernando Morena

## Huấn luyện viên
| - Ramón Colón - Máximo Hernández - Fernando Zambrano - Lino Taioli (1958–59) - Heriberto Herrera (1959–60) - Enrique Orizaola (1971–72) - Alfredo Di Stéfano (1976–77) - Héctor Núñez (1977–78, 1979–80, 1985–87) - Félix Barderas "Felines" (1986–90) - Emilio Cruz (1989–90) - Eusebio Ríos (1990–92) - José Antonio Camacho (1992–93) - David Vidal (1993–94) - Pedro Mari Zabalza (1994) - Paquito (1994–95) - Marcos Alonso Peña (1995–96) | - Paquito (1996–97) - Josu Ortuondo (1997–98) - Juande Ramos (1998–2001) - Andoni Goikoetxea (2001) - Gregorio Manzano (2001–02) - Fernando Vázquez (2002–03) - Gustavo Benítez (2003) - Julen Lopetegui (2003) - Jorge D'Alessandro (2003–04) - Txetxu Rojo (2004) - Carlos Orúe (2004–05) - Míchel (2005–06) - Pepe Mel (2006–10) - Felipe Miñambres (2010) - José Ramón Sandoval (2010–12) |

## Chủ tịch
| Năm       | Chủ tịch                |            |
| --------- | ----------------------- | ---------- |
| 1924–26   | Julián Huerta           |            |
| 1926–27   | José Montoya            |            |
| 1927–28   | Galo Andrés             |            |
| 1929–30   | José Antonio Sánchez    |            |
| 1930–31   | Anastasio Sánchez       |            |
| 1931–36   | Ángel Martínez          |            |
| 1939–43   | Miguel Rodríguez Alzola | (2nd term) |
| 1943–46   | Ezequiel Huerta         |            |
| 1946–48   | José Rodríguez Rubio    |            |
| 1948–55   | Miguel Rodríguez Alzola | (2nd term) |
| 1955–58   | Jerónimo Martínez       |            |
| 1958–61   | Tomás Esteras           |            |
| 1961–65   | Iván Roiz               |            |
| 1965–73   | Pedro Roiz              |            |
| 1973–78   | Marcelino Gil           |            |
| 1978–80   | Francisco Encinas       |            |
| 1980–81   | Luis Quer               |            |
| 1981–89   | Francisco Fontán        |            |
| 1989–91   | Pedro García Jiménez    |            |
| 1991–94   | José María Ruiz Mateos  |            |
| 1994–2011 | Teresa Rivero           |            |
| 2011–     | Raúl Martín Presa       |            |